# Ophiurina
De Ophiurina zijn een onderorde van slangsterren uit de orde Ophiurida.

## Families
- Infraorde Chilophiurina Matsumoto, 1915
  - Ophiuridae Müller & Troschel, 1840
- Infraorde Gnathophiurina Matsumoto, 1915
  - Amphilepididae Matsumoto, 1915
  - Amphiuridae Ljungman, 1867
  - Ophiactidae Matsumoto, 1915
  - Ophiocomidae Ljungman, 1867
  - Ophionereididae Ljungman, 1867
  - Ophiotrichidae Ljungman, 1867
- Infraorde Hemieuryalina Verrill, 1899
  - Hemieuryalidae Verrill, 1899
- Infraorde Ophiodermatina Smith, Paterson & Lafay, 1995
  - Ophiochitonidae Matsumoto, 1915
  - Ophiodermatidae Ljungman, 1867

Niet in een infraorde geplaatst
- Familie Ophiacanthidae Ljungman, 1867
- Familie Ophiohelidae Perrier, 1893
- Familie Ophiolepididae Ljungman, 1867